# Exponentiële groei

Grafiek met 3 curves. Rood lineaire groei, blauw kubische (derdemachts) groei en groen exponentiële groei

Exponentiële groei is een toename evenredig aan de eigen omvang. Iedere grootheid die continu met hetzelfde percentage per tijdseenheid groeit, ondergaat een exponentiële groei. Zo is de groei van een populatie waarin het aantal geboortes per individu of per echtpaar constant blijft, evenredig met het aantal individuen en dus exponentieel. Banktegoeden met een vast positief rentepercentage vertonen exponentiële groei, afgezien natuurlijk van af- of bijschrijvingen. Exponentiële daling is ook mogelijk, bijvoorbeeld bij radioactief verval en bij het temperatuurverschil met de omgeving als een heet voorwerp afkoelt.
Exponentiële groei kan snel of langzaam gaan, maar bij reële, fysieke zaken niet altijd voortduren. Op den duur is deze fysiek onmogelijk. Nog wel denkbaar is bijvoorbeeld een constante inflatie, waardoor prijzen exponentieel stijgen. Dit kan namelijk af en toe gecompenseerd worden door grotere coupures van bankbiljetten en invoering van grotere geldeenheden, waardoor dit onbeperkt kan voortduren. Ook het aantal besmettingen bij een infectie door een besmettelijk virus kan in eerste instantie exponentieel groeien als er geen maatregelen worden getroffen. De groei zal echter in ieder geval afvlakken als iedereen besmet begint te raken, of als er beperkende omstandigheden zijn, zoals lage bevolkingsdichtheid. 

## Voorbeeld
Een voorbeeld van de enorme toename is het verhaal van de bedenker van het schaakspel. De koning wilde hem bedanken en zei hem een wens te doen. Geef mij één graankorrel op het eerste veld van het bord, twee voor het tweede veld, vier voor het derde en zo steeds het dubbele aantal voor elk volgend veld. Het leek de koning een bescheiden wens, maar de totale graanoogst zou niet genoeg zijn. Het aantal graankorrels, {\displaystyle 2^{64}-1}, is een getal van 20 cijfers en weegt zo'n 1,2 biljoen ton. Een file vrachtwagens die elk 10 ton kunnen vervoeren en 8 meter lang zijn en bij elkaar 1,2 biljoen ton graan aan boord hebben, is zo'n miljard kilometer lang: 23600 maal rond de aarde, 2450 maal naar de maan. 
De term exponentiële groei wordt soms verkeerd gebruikt als alleen een snelle groei bedoeld wordt.

## Wiskundige beschrijving
Als {\displaystyle x} een grootheid is die exponentieel groeit in de tijd {\displaystyle t,} geldt per definitie dat de groeisnelheid {\displaystyle \mathrm {d} x/\mathrm {d} t} evenredig is met de momentane waarde, dus voldoet aan de differentiaalvergelijking:
{\displaystyle {\frac {\mathrm {d} x}{\mathrm {d} t}}=kx}
Hierin is {\displaystyle k} de relatieve groeisnelheid van {\displaystyle x}, ook te beschrijven als de frequentie waarin {\displaystyle x} met een factor {\displaystyle e} vermenigvuldigd wordt. Als {\displaystyle k<0} is, wordt gesproken van exponentiële afname, zoals bij de demping van trillingen en bij radioactief verval; {\displaystyle -k} is dan de frequentie waarin {\displaystyle x} door een factor {\displaystyle e} gedeeld wordt.
De oplossing van de differentiaalvergelijking is de exponentiële functie
{\displaystyle x(t)=x_{0}\,e^{kt}},
waarin de constante {\displaystyle x_{0}} de waarde van de grootheid is voor {\displaystyle t=0}.

## Relatieve groei per tijdseenheid
De vergelijking voor exponentiële groei kan ook geschreven worden als:
{\displaystyle x(t)=x_{0}\cdot e^{kt}=x_{0}\cdot g^{t}}
met groeifactor {\displaystyle g=e^{k}}, dit is de factor waarmee {\displaystyle x} per tijdseenheid vermenigvuldigd wordt.
Hierboven is strikt genomen {\displaystyle t} de dimensieloze grootheid "aantal tijdseenheden". Als {\displaystyle t} echter de grootheid tijd is (met dimensie eveneens tijd), moet om de dimensies kloppend te krijgen en expliciet te maken dat de dimensieloze grootheid {\displaystyle g} afhangt van de tijdseenheid {\displaystyle t_{e}}, eigenlijk geschreven worden
{\displaystyle x(t)=x_{0}\cdot g^{t/t_{e}}}
{\displaystyle g=e^{kt_{e}}}
Als {\displaystyle g>1} (positieve {\displaystyle k}) is er sprake van exponentiële groei; als {\displaystyle 0<g<1} (negatieve {\displaystyle k}) is er sprake van exponentiële afname (verval).
De relatieve groeisnelheid is bijvoorbeeld 0,01 per maand, wat hetzelfde is als 0,12 per jaar. Dit in tegenstelling tot relatieve groei in discrete stappen van een maand of een jaar, in dit geval {\displaystyle e^{0,01}-1=0,01005} per maand of {\displaystyle e^{0,12}-1=0,12750} per jaar. De 0,01 per maand en 0,12 per jaar zijn dezelfde grootheid, slechts uitgedrukt in verschillende eenheden, terwijl 0,01005 en 0,12750 twee verschillende dimensieloze grootheden zijn. In het eerste geval betekent "per" een deling, waardoor kan worden omgerekend door te vermenigvuldigen met 12, in het andere geval is "per" een specificatie van de grootheid.
De relatieve groei per tijdseenheid kan in plaats van in de factor {\displaystyle g} waarmee {\displaystyle x} per tijdseenheid vermenigvuldigd wordt, ook worden uitgedrukt in de fractie {\displaystyle g-1} die er per tijdseenheid bijkomt. Deze wordt ook vaak geschreven als percentage, het groeipercentage: {\displaystyle x} neemt met {\displaystyle p\%} per tijdseenheid toe, waarbij {\displaystyle g=1+{\frac {p}{100}}.} Bij exponentiële afname is {\displaystyle p} negatief. 
Soms wordt het onderscheid tussen de relatieve groeisnelheid {\displaystyle k} en de fractie {\displaystyle g-1} die er per tijdseenheid bijkomt aangegeven door {\displaystyle k} te schrijven als fractie en de grootheden {\displaystyle g-1} op basis van discrete tijdsintervallen als percentage. Verwarrend is dan dat de relatieve groeifactor {\displaystyle k} ook weleens wordt uitgedrukt in een percentage. Echter, alleen bij een kleine relatieve groei per tijdseenheid (langzame groei of kleine tijdseenheid) zijn de percentages bij benadering gelijk. Dat blijkt uit:
{\displaystyle g=e^{k}=1+k+{\frac {k^{2}}{2!}}+\ldots =1+{\frac {p}{100}}\to k\approx {\frac {p}{100}}.}

## Rekenvoorbeeld
Van een fictieve populatie zijn van vijf achtereenvolgende jaren de relatieve groeisnelheden gegeven. Voor elk jaar wordt daaruit de groeifactor en het groeipercentage berekend. Met name voor het jaar 1969 bestaat er een duidelijk verschil tussen de relatieve groeisnelheid als percentage en het groeipercentage!
| Jaar                                   | 1965   | 1966   | 1967   | 1968   | 1969   |
| -------------------------------------- | ------ | ------ | ------ | ------ | ------ |
| Relatieve groeisnelheid per jaar       | 0,01   | 0,05   | 0,10   | 0,15   | 0,20   |
| Relatieve groeisnelheid per jaar als % | 1,00%  | 5,00%  | 10,00% | 15,00% | 20,00% |
| Groeifactor per jaar                   | 1,0101 | 1,0513 | 1,1052 | 1,1618 | 1,2214 |
| Groeipercentage per jaar               | 1,01   | 5,13   | 10,52  | 16,18  | 22,14  |
De "gemiddelde groeifactor per jaar" in de zin van de gelijke groeifactor per jaar die over de hele periode dezelfde totale groeifactor oplevert, is het meetkundig gemiddelde. Een voordeel van het werken met relatieve groeisnelheden is dat de gemiddelde relatieve groeisnelheid eenvoudig gelijk is aan het gewone (rekenkundige) gemiddelde van de relatieve groeisnelheden. Hoewel het in het algemeen is af te raden om met percentages te rekenen, kan dat in dit voorbeeld zonder probleem. Het gemiddelde percentage is 10,20% en dat is de gemiddelde relatieve groeisnelheid, uitgedrukt als percentage. Zie de volgende tabel.
| Resultaten                                        | Resultaten |
| ------------------------------------------------- | ---------- |
| Product van de groeifactoren over 5 jaar          | 1,6653     |
| Groeipercentage over 5 jaar                       | 66,53      |
| Gemiddelde groeifactor per jaar                   | 1,1074     |
| Gemiddeld groeipercentage per jaar                | 10,74      |
| -                                                 | -          |
| Gemiddelde relatieve groeisnelheid per jaar       | 0,1020     |
| Gemiddelde relatieve groeisnelheid per jaar als % | 10,20%     |
Merk op dat de relatieve groeisnelheid per jaar en het groeipercentage duidelijk verschillen. Hier wordt dat verschil vooral veroorzaakt door de betrekkelijk grote percentages in de laatste jaren 1968 en 1969.

## Verandering van grondtal
In veel toepassingen wordt liever gewerkt met een ander grondtal dan het grondtal {\displaystyle e}. In een context waar de verdubbelingstijd een rol speelt ({\displaystyle k} positief), wordt bij voorkeur het grondtal 2 gebruikt. In bijvoorbeeld de stralingsfysica, waar sprake is van exponentieel verval ({\displaystyle k} negatief) en waar halveringstijd een belangrijke rol speelt, wordt veel gebruikgemaakt van het grondtal ½. In dat vakgebied wordt de halveringsdikte berekend van materialen voor de afscherming van gamma- en röntgenstraling, waarbij ook de voorkeur uitgaat naar het grondtal 1/2. In geluidstoepassingen wordt de voorkeur gegeven aan het grondtal 10.
Is {\displaystyle b} het gewenste grondtal, dan kunnen we stellen {\displaystyle e^{kt}=b^{\beta t}} voor een zekere waarde van {\displaystyle \beta } die uit te drukken is in {\displaystyle b:}
{\displaystyle \beta ={\frac {k}{\ln b}}}.
De oplossing van de differentiaalvergelijking is nu te formuleren als:
{\displaystyle x(t)=x(0)\cdot b^{\left({\frac {k}{\ln b}}\right)t}}
Bij een voorkeur voor het gebruik van 2 als grondtal wordt de verdubbelingstijd {\displaystyle t_{D}} berekend uit {\displaystyle e^{kt_{D}}=2\to t_{D}={\frac {\ln 2}{k}}} en kan de oplossing van de differentiaalvergelijking worden geformuleerd als:
{\displaystyle x(t)=x(0)\cdot 2^{\frac {t}{t_{d}}}}
Exponentieel verval (negatieve {\displaystyle k}) kan op overeenkomstige wijze uitgedrukt worden in de halveringstijd {\displaystyle t_{H}={\frac {\ln 2}{-k}}}, waarbij de oplossing wordt:
{\displaystyle x(t)=x(0)\cdot {\left({\frac {1}{2}}\right)}^{\frac {t}{t_{H}}}}

## Voorbeelden van exponentiële groei
- Investeren/sparen/lenen. Een constant rendement en een constante voet van samengestelde rente zonder bijstorten en zonder opnemen/bijlenen/aflossen, waarbij ook geen rente wordt ontvangen/betaald, betekent exponentiële groei van het vermogen. Het officiële jaarlijks kostenpercentage (JKP) gaat ook uit van continue exponentiële groei van bedragen, uitgedrukt in de groeifactor g bij een tijdseenheid van een jaar: de JKP is g - 1, dus 100(g - 1)%.
- Biologie
  - Bacterie-"groei" in een kweekschaal verloopt, via binaire deling, exponentieel, totdat het beschikbare voedsel is uitgeput.
  - Een nieuw virus kan zich zeker in de beginfase van de uitbraak exponentieel uitbreiden totdat er een zekere mate van groepsimmuniteit is bereikt.
  - De menselijke bevolking onder bepaalde omstandigheden.
- Natuurkunde
  - Een kernreactie zoals in een kernwapen. Elk uraniumatoom dat splijt produceert neutronen, die elk worden geabsorbeerd door naburige uranium atomen, die op hun beurt gaan splijten. Dit kan in de hand gehouden worden in een kernreactor door het grootste deel van de neutronen af te vangen.
  - Een ongedempte trilling met een constante aandrijvingskracht zal een exponentieel toenemende amplitudo vertonen.
  - Laden (en ontladen) van een condensator.
  - Opwarmen (of koelen) {\displaystyle T=Ae^{-kt}} waarin {\displaystyle T} de temperatuur, {\displaystyle t} de tijd en {\displaystyle A} en {\displaystyle k>0} constanten zijn.
  - Radioactief verval. De hoeveelheid van de radioactieve stof neemt in de tijd af als {\displaystyle A(t)=A_{0}e^{-t/\tau }} met {\displaystyle \tau } de vervaltijd.
- Computers: de wet van Moore stelt dat de rekenkracht van processoren een exponentiële groei vertoont.

## Grafische weergave
Als een exponentiële groei wordt weergegeven met een logaritmische schaal verschijnt een rechte lijn, waarvan de helling overeenkomt met de waarde van de exponent.

## Vergelijking met polynomiale groei
Op de lange termijn zal een exponentiële groei elke vorm van lineaire groei overschrijden. Dit is ook de basis van de theorie van de overbevolking van het Malthusianisme. Een exponentiële groei zal zelfs sneller gaan dan elke groei volgens een polynoom. Er bestaan ook groeimodellen die op de lange termijn langzamer zijn dan de exponentiële groei, maar sneller dan de lineaire groei. Ook zijn er groeiscenario’s denkbaar die sneller zijn dan de exponentiële. 
In wiskundige termen geldt voor elke waarde van {\displaystyle \alpha :}
{\displaystyle \lim _{x\to \infty }{x^{\alpha } \over Ce^{x}}=0}